# 内閣府特命担当大臣（個人情報保護担当）
内閣府特命担当大臣（個人情報保護担当）（ないかくふとくめいたんとうだいじん こじんじょうほうほごたんとう）は、日本の廃止された国務大臣。内閣府特命担当大臣の一つである。個人情報保護担当大臣と通称される。

## 概要
日本の内閣府に置かれる内閣府特命担当大臣の一つである。主として個人の情報を保護する行政を所管する国務大臣である。個人情報の保護の重要性に鑑み、個人情報保護法、行政機関の保有する個人情報の保護に関する法律、情報公開・個人情報保護審査会設置法など、いわゆる個人情報保護法関連五法などを担当した。
内閣府特命担当大臣のうち、沖縄及び北方対策担当、金融担当、消費者及び食品安全担当の3大臣は、内閣府設置法により必置とされている。それに対して、他の内閣府特命担当大臣は必置とはされておらず、担当する諸課題により柔軟に設置できる。そのため、政権により増減や変動があり、その役職名は必ずしも一致しない。

## 歴代大臣
| 代                                     | 氏名                 | 氏名                 | 内閣                 | 内閣                 | 就任日               | 退任日               | 党派                 | 備考                 |
| 個人情報保護担当大臣                   | 個人情報保護担当大臣 | 個人情報保護担当大臣 | 個人情報保護担当大臣 | 個人情報保護担当大臣 | 個人情報保護担当大臣 | 個人情報保護担当大臣 | 個人情報保護担当大臣 | 個人情報保護担当大臣 |
| -------------------------------------- | -------------------- | -------------------- | -------------------- | -------------------- | -------------------- | -------------------- | -------------------- | -------------------- |
| 1                                      |                      | 細田博之             | 第1次小泉内閣        | 第1次改造内閣        | 2003年6月6日         | 2003年9月22日        | 自由民主党           |                      |
| 内閣府特命担当大臣（個人情報保護担当） |                      |                      |                      |                      |                      |                      |                      |                      |
| 1                                      |                      | 茂木敏充             | 第1次小泉内閣        | 第2次改造内閣        | 2003年9月22日        | 2003年11月19日       | 自由民主党           |                      |
| 2                                      | 第2次小泉内閣        | 第2次小泉内閣        | 2003年11月19日       | 2004年9月27日        | 再任                 |                      | 自由民主党           |                      |

- 内閣府特命担当大臣は複数名を任命することがあるため、通常は代数の表記は行わない。そのため、本表では代数の欄は設けない。
- 辞令のある再任は就任日を記載し、辞令のない留任は就任日を記載しない。
- 党派の欄は、就任時、または、内閣発足時の所属政党を記載した。
- 第1次小泉第1次改造内閣までは「個人情報保護担当大臣」と呼称されており、役職名の表記に差異はあるが、法的には同質であり、便宜上記載した。